# Tuslow
Der Tuslow (russisch Тузло́в; auch Тузло́вка (Tuslowka)) ist ein rechter Nebenfluss des Don in der russischen Oblast Rostow.
Der Tuslow entsteht am Zusammenfluss seiner Quellflüsse Sredni Tuslow („Mittlerer Tuslow“) und Lewy Tuslow („Linker Tuslow“) unweit der Grenze zur ukrainischen Oblast Donezk. Ein weiterer Quellfluss, der Prawy Tuslow („Rechter Tuslow“), vereinigt sich 3,7 km oberhalb des Zusammenflusses mit dem Sredni Tuslow. Die Quellen der drei Flüsse liegen jenseits der Grenze auf ukrainischem Gebiet. Der Tuslow fließt in überwiegend östlicher Richtung. Dabei strömen ihm die Flüsse Krepkaja, Bolschoi Neswetai, Gruschewka und Kadamowka von links zu. Bei Nowotscherkassk, 30 km nordöstlich von Rostow am Don, mündet der Tuslow in den Aksai, einen rechten Flussarm des Don. 
Der Tuslow hat eine Länge von 146 km (einschließlich Lewy Tuslow: 182 km). Er entwässert ein Areal von 4680 km². Der Fluss wird hauptsächlich von der Schneeschmelze gespeist. In den Monaten März und April führt der Fluss gewöhnlich Hochwasser. Im Sommer fällt der Oberlauf streckenweise trocken. 60 km oberhalb der Mündung beträgt der mittlere Abfluss 2,1 m³/s. Die maximale Abflussrate beträgt an dieser Stelle 415 m³/s, die geringsten Abflüsse liegen bei 0,19 m³/s.